# Juan Botasso
Juan Carlos Botasso (Buenos Aires, 23 ottobre 1908 – Quilmes, 23 dicembre 1950) è stato un calciatore argentino, di ruolo portiere.

## Palmarès

### Nazionale
- Campeonato Sudamericano de Football: 1

Argentina 1929